# 哥爾斯
哥爾斯．費蘭迪斯（葡萄牙語：Carlos Leonel Gois Fernandes，1987年7月28日—），生於里韋拉布拉瓦，葡萄牙，現已入籍澳門，是一位澳門足球員，司職前鋒，現時效力澳門賓菲加體育會和澳門足球代表隊。哥爾斯在2016和2017年度兩年連續成為澳門甲組足球聯賽神射手，並且在2015，2016和2017年三次協助賓菲加奪得澳門甲組聯賽冠軍。

## 生平
哥爾斯的爸爸就是足球教練，所以自小已開始努力實現夢想成為職業球員，十六歲時簽約家鄉的老牌球會國民體育會(Clube Desportivo Nacional)，當年是葡甲球隊，他也成為他們陣中的職業球員。但是廿二歲時韌帶斷裂，令他看不清楚職業球員的前路，之後決定一邊讀書一邊踢足球。2013年，哥爾斯在巴西里約熱內盧讀書的時候，認識了一位居住在澳門的朋友，正式展開從歐洲走到南美洲再漂洋到亞洲的足球旅程。第一次來澳的時候，他加盟了葡人之家，機緣巧合下認識了他的太太，但當時他在葡萄牙的課程還未畢業，必須回去完成學位。最後他決定為了她再次回澳。由於與澳門太太結婚並符合“歸化”資格，費蘭迪斯於2016年首度獲得澳門代表隊徵召。

## 澳門賓菲加
2016年亞洲足協盃資格賽，在2016年8月21日於吉爾吉斯的比什凱克舉行，賓菲加首先對壘關島流浪FC，哥爾斯連中兩元，加上艾美達及陳敏各入一球，最後賓菲加以4比2擊敗關島流浪FC。
2017年3月4日，賓菲加在射手哥爾斯狂轟三球下，以6比0技術擊倒賽前五戰全勝的蒙地卡羅。
2018年3月7日，賓菲加出擊2018年亞洲足協盃，上半場落後輔大航源兩球，不過哥爾斯分別於61鐘頭槌扳平、63分鐘門前撞入反超前3比2。響起分組賽頭炮，並為澳門足壇取得亞協盃歷史首勝。賽後哥爾斯當選今仗最佳球員。 5月16日，亞協盃分組賽上演最後一輪比賽，賓菲加憑藉哥爾斯大演帽子戲法，主場以3：0大勝朝鮮球隊火炬體育團，最終賓菲加以I組次名完成賽事。
2021年11月28日，賓菲加前鋒哥爾斯雖然季尾因傷缺陣，仍以14場入35球的驚人把握力，當選2021年度“最佳神射手”。

## 國際賽生涯
2016年10月7日，哥爾斯首度入選澳門足球代表隊，在第72屆港澳埠際足球賽對戰香港B隊。談及哥爾斯的加入，主教練譚又新表示球隊整體戰術不變，但相信前場火力及球的保護能力都會提升︰“以往都以艾美達及梁嘉恆打前鋒，現在(加入哥爾斯)前場優勢會更大，而且言名球員在保護及搶點進攻上都有很高水準，希望他能在協防中融入整體移動，在未有球員支援時也能加強對球的保護，保著球權。”
2017年9月5日，哥爾斯以正選身份為澳門出戰2019年亞洲盃資格賽，對戰印度，可惜澳門以0:2落敗。
2017年10月2日，澳門足球代表隊安排一場A級友誼賽對仗老撾，72分鐘哥爾斯無人看管下頭槌破網，2分鐘後，哥爾斯再取得入球，澳足成功反超前，臨完場前艾美達覓得良機快腳射入，結果澳門以3:1大勝老撾。
2017年11月14日，澳門足球代表隊在2019年亞足聯亞洲盃外圍賽第三圈迎戰吉爾吉斯，87分鐘哥爾斯接應右路傳中門前狂抽破網。但是結果澳門以3:4落敗，無緣亞盃決賽周。

### 國際賽入球
入球和成績先先列出澳門隊的總數。
| No | 日期           | 場地                                | 對手 | 入球 | 成績 | 賽事                           |
| -- | -------------- | ----------------------------------- | ---- | ---- | ---- | ------------------------------ |
| 1. | 2017年10月2日  | 奧林匹克體育中心-運動場, 氹仔, 澳門 |      | 1–1  | 3–1  | 國際友誼賽                     |
| 2. | 2017年10月2日  | 奧林匹克體育中心-運動場, 氹仔, 澳門 |      | 2–1  | 3–1  | 國際友誼賽                     |
| 3. | 2017年11月14日 | 奧林匹克體育中心-運動場, 氹仔, 澳門 |      | 2–3  | 3–4  | 2019年亞足聯亞洲盃外圍賽第三圈 |

## 獎項
- 2016年度澳門甲組足球聯賽神射手[14]
- 2017年度澳門甲組足球聯賽神射手[15]
- 2021年度澳門甲組足球聯賽神射手[7]

## 外部連結
- Carlos Leonel Gois Fernandes（页面存档备份，存于） Eurosport球員檔案
- Carlos Leonel（页面存档备份，存于） Transfer Markt球員檔案
- Carlos Leonel（页面存档备份，存于） Futbal 365 球員檔案